# Kho vàng của tướng Yamashita Tomoyuki tại Philippines
Kho vàng của tướng Yamashita Tomoyuki được tìm thấy tại Philippines. Theo các thợ săn kho báu, có khoảng 172 địa điểm ở Philippines được cho là nơi chôn giấu kho vàng của tướng Yamashita, trong đó có 18 tượng Phật bằng vàng, cướp tại Miến Điện (Myanmar hiện nay).

## Hoàn cảnh lịch sử
Từ cuối năm 1944, khi Nhật thua trận và sắp đầu hàng Quân Đồng minh, Yamashita Tomoyuki nhận được lệnh bằng mọi cách phải đưa toàn bộ số của cải về Nhật. Tuy nhiên, âm mưu này bị Quân Đồng minh phát hiện tìm cách ngăn chặn. Trước tình thế đó tướng Yamashita Tomoyuki đã đưa ra phương án cho phép quân đội Nhật bí mật chôn giấu tại các địa điểm ven biển. Ở vị trí mỗi kho báu được lập một tấm bản đồ duy nhất, giao cho một người cất giữ. Khi đó người Nhật đã tính tới việc sẽ quay lại để lấy kho báu này vì đường biển sẽ thuận lợi và an toàn hơn đường bộ.
Họ bí mật tổ chức một đoàn tàu hơn trăm chiếc chở của quí gồm cao su, thiếc, vàng bạc châu báu khai thác được ở các nước Đông Nam Á, men theo bờ biển Việt Nam, qua Trung Quốc để về Nhật Bản.
Ngày 2 tháng 9 năm 1945, được lệnh đầu hàng, tướng Yamashita Tomoyuki cùng binh sĩ theo con đường mòn đến nơi đồn trú của quân Mỹ sau 1 tháng bị vây khốn ở Kiangan Pocket (Philippines).
Yamashita Tomoyuki bị kết tội danh tội phạm chiến tranh, song tuyệt nhiên không đề cập đến việc quân Nhật cướp đoạt ở 12 quốc gia Đông Á và Đông Nam Á trong Đệ nhị thế chiến.

## Tìm kiếm kho báu

### Giai đoạn cuối 1945 - 1965
Hoa Kỳ không thể dùng cực hình tra tấn Yamashita để lấy thông tin về những kho vàng vì họ sợ làm như vậy sẽ tạo chứng cứ cho luật sư của ông phản kháng. Do đó, người trở thành mục tiêu số một để moi tin là thiếu tá Kojima Kashii - tài xế của tướng Yamashita, người đã lái xe đưa Yamashita đến hầu hết các nơi cất giấu kho báu. Kojima bắt đầu phục vụ tướng Yamashita khi ông đến Mãn Châu (Trung Quốc) tháng 10 năm 1944, thay tướng Korudda Shigenori, nhận nhiệm vụ phòng thủ Philippines.
Phụ trách tra tấn, lấy cung Kojima là sĩ quan tình báo Mỹ gốc Philippines tên Severino Garcia Diaz Santa Romana, thường gọi là Santy. Giám sát thẩm vấn là đại úy Edward Lansdale của OSS - tiền thân của CIA. Tháng 10 năm 1945, sau nhiều ngày bị tra tấn, thiếu tá Kojima khai ra những gì mình biết. Lansdale bố trí một đoàn xe quân sự, cùng với Santy bắt Kojima đưa đến tất cả những nơi tướng Yamashita đã đến. Hơn một chục kho báu của chiến dịch Hoa Huệ Vàng bị phát hiện, đa số nằm ở thung lũng trong rặng núi phía bắc Manila, trong khu tam giác từ Baguio ở phía tây đến Bambang ở giữa và Aparri, Cagayan.
Tháng 10 năm 1945, bí mật về kho báu Nhật được đệ trình lên tư lệnh quân Mỹ ở Philippines - tướng Douglas MacArthur. Thông tin được truyền đến Harry Truman và vị tổng thống Mỹ quyết định giữ bí mật. Chỉ vài tuần sau, binh lính của Santy với sự trợ giúp của các công ty quốc phòng Mỹ đã nhanh chóng khai quật thành công nhiều kho báu toàn vàng. Một số kho báu khác thì phải tốn thời gian vài tháng. Để hoàn tất việc khai quật những nơi Kojima khai, người Mỹ tốn tổng cộng 2 năm, từ cuối 1945 đến 1947.
Thành công trong việc truy lùng kho báu đã biến Santy thành huyền thoại của CIA, khi những năm giữa thế kỷ 20 ông đã nắm trong tay nhiều tài khoản, nhiều quỹ và dự án với số tài sản lên đến cả trăm tỉ USD. Cho đến khi Ferdinand Marcos bước vào chính trường, trở thành tổng thống Philippines vào năm 1965. Khi ấy, nhà độc tài nhiều tham vọng Philippines đã tìm cách hất cẳng Santy, trở thành người thao túng tài chính các hoạt động ngầm của CIA theo phương châm trao đổi: Tôi giữ của cho anh (CIA), anh giữ ghế cho tôi. Điều kiện này đã giúp Ferdinand Marcos làm tổng thống Philippines trong suốt 21 năm liền, bất chấp luật lệ chỉ cho phép tại vị 2 nhiệm kỳ.
Cuối thập niên 1950, nhiều người Nhật âm thầm trở lại Philippines tìm cách hợp tác làm ăn, song thực chất là săn lùng số kho báu giấu lại ở Đệ nhị thế chiến. Nhật Bản cũng đề nghị sẵn sàng giúp Philippines “hàn gắn vết thương chiến tranh” bằng những dự án hạ tầng miễn phí, bao gồm đầu tư cho hệ thống thủy lợi, đường sá, làm đường hầm xuyên núi. Các công ty cứu hộ Nhật xin được nạo vét, khơi thông dòng chảy cho vịnh Manila bằng cách trục vớt tàu đắm ở đây. Bằng cách này, họ đã vớt được nhiều xác tàu bên trong chứa của cải quân Nhật chuyên chở trước khi chìm xuống biển. Nhiều công ty xây dựng của Nhật cũng sang Philippines, làm những dự án ở các vị trí “nghi có vàng” trên khắp Philippines. Họ thuê công nhân Philippines làm việc trên những dây chuyền sản xuất ti vi, cassette, máy tính, tủ lạnh hay máy lạnh... ra sản phẩm, tất cả được đóng thùng chuyển sang Nhật. Trong đó, có nhiều thùng hàng được ghi nhận là “rất nặng”. CIA có những thông tin cho biết người Nhật đã tìm lại được không ít vàng cất giấu thời Đệ nhị thế chiến và chuyển về chính quốc bằng cách này, song CIA đã không can thiệp.

### Giai đoạn 1965 - 1986
Khi đắc cử tổng thống năm 1965, Ferdinand Marcos trực tiếp tiến hành tìm kiếm kho báu. Đầu tiên, ông hợp tác với trùm thế giới ngầm Sasakawa Ryoichi để cùng tìm kiếm và chia phần. Sasakawa Ryoichi là bạn của Kodama - được Nhật hoàng huy động trong chiến dịch Hoa Huệ Vàng, cướp bóc tài sản của 12 quốc gia thời chiến tranh, đặc biệt là Trung Quốc. Do đó, Sasakawa Ryoichi biết chỗ giấu vàng, còn Ferdinand Marcos trao cho Sasakawa Ryoichi quyền tìm kiếm. Nhưng kho vàng thực sự khiến Ferdinand Marcos nổi tiếng cả thế giới không đến từ sự hợp tác này, mà từ một anh thợ khóa Rogelio Roxas.
Sau khi Santy chết, Tổng thống Ferdinand Marcos đã trở nên người giàu nhất châu Á với số tài sản ước chừng, theo tướng John Singlaub - người nắm toàn bộ quá trình truy tìm kho báu của Santy, thì tài sản Marcos khoảng 12 tỉ USD ở thời điểm năm 1974. Năm 1986, Ferdinand Marcos bị chính quyền Ronald Reagan phế truất sau khi ông có những bước đi, theo CIA đánh giá là “quá giới hạn cho phép”. Các cuộc tìm kiếm kho báu vẫn tiếp tục là một ngành công nghiệp lớn ở Philippines trong suốt nhiều năm sau 

## Rogelio Roxas tìm kho báu

### Tấm bản đồ
Năm 1960, khi ấy Rogelio Roxas vẫn còn là lính trong quân đội Philippines. Một hôm, ông tình cờ nhìn thấy một thanh niên khoảng 20 tuổi, ốm nặng, nằm ở lề đường gần doanh trại. Lúc biết người này tên là Tamolo không nhà cửa. Roxas đưa Tamolo vào bệnh viện rồi tự bỏ tiền túi ra chi trả viện phí. Cảm động trước nghĩa cử ấy, Tamolo đưa cho Roxas một tấm bản đồ vẽ tay cũ kỹ. Theo lời Tamolo thì người anh rể là một trong những sĩ quan có nhiệm vụ chôn giấu kho vàng của tướng Yamashita. Lúc nước Nhật đầu hàng thì vài ngày trước khi ra trình diện quân đội Mỹ, người anh rể đã đưa tấm bản đồ cho Tamolo, dặn giữ kỹ đợi ngày ông ấy quay lại. Do không tiền bạc, không nhà cửa, sống nhờ trong một tu viện nên Tamolo không nghĩ đến việc tìm kiếm kho vàng.
Hơn nữa thời điểm ấy, cả Philippines đang sôi sục về chuyện kho vàng của tướng Yamashita, dẫn đến một số kẻ cơ hội tung tin rằng mình đang nắm giữ bản đồ chỉ nơi chôn giấu rồi lôi kéo người khác góp tiền mua sắm máy móc thiết bị. Khi đã góp được một số kha khá, họ ôm tiền bỏ trốn nên nếu Tamolo công khai tấm bản đồ, anh ta dễ bị nghi là lừa đảo. Vì vậy Tamolo tặng cho Rosax với hy vọng một ngày nào đó nếu tìm được thì cũng có phần.

### Quá trình
Tháng 6 năm 1970, Rogelio Roxas - lúc này là một cựu binh sĩ trong quân đội Philippines, làm nghề sửa chữa ống khóa được thẩm phán Pio Marcos, tòa án thành phố Baguio, đảo Luzon, Philippines, cấp giấy phép tìm kiếm kho vàng.
Ngày 23 tháng 1 năm 1971, Roxas tìm thấy lối vào một đường hầm ở độ sâu 9 m dưới mặt đất. Sau khi phá vỡ bức tường bằng gạch, vật đầu tiên mà Roxas nhìn thấy là những bó dây điện, radio, vài cái lưỡi lê cùng dăm khẩu súng trường, tất cả đã rỉ sét. Cạnh đó, còn có một bộ xương người trong bộ quần áo quân đội Phát xít Nhật.
Ngày 24 tháng 1 năm 1971, nhóm công nhân tiếp tục phá vỡ 2 bức tường bê tông và lần này, họ phát hiện một tượng Phật bằng vàng, cao 0,9 m. Bức tượng nặng đến nỗi phải mất 10 công nhân với dây thừng, ròng rọc mới kéo được nó lên khỏi mặt đất. Roxas đưa tượng về nhà mình, giấu trong buồng riêng rồi chụp hình để làm bằng chứng rằng ông là người tìm ra kho báu vì theo luật Philippines lúc bấy giờ, người tìm ra kho báu vô chủ sẽ được hưởng 70%.
Hôm sau, Roxas cùng nhóm công nhân quay lại đường hầm. Cách nơi tìm thấy bức tượng khoảng 15 m, có mấy chiếc thùng bằng thiếc, bên trong lót gỗ, mở ra thì thấy có 24 thỏi vàng 24 kara, mỗi thỏi có kích cỡ (2,5 x 5 x 1,25) cm và nặng tương đương 30 ounce (933 gr). Với giá cả của năm 1971, mỗi thỏi trị giá 1.050 USD. Vậy tính ra cả thùng là 25.000 USD. Ngay gần đó, Rosax phát hiện một căn phòng rộng 1,8 x 9 m, bên trong là những hòm gỗ xếp chồng lên nhau. Mỗi hòm to bằng một thùng bia, thích hợp để đựng những thanh vàng 75 kg.
Rosax không mở những thùng gỗ đó ra vì ông đã biết mình tìm ra cái gì. Rosax đem 24 thỏi vàng về nhà, cùng vài cây kiếm, lưỡi lê. Nhiều ngày sau, sợ ai đó phát hiện ra kho báu của mình, Rosax đánh sập cửa hầm. Trước mắt, Rosax cần kiếm một số tiền đủ lớn để tiếp tục công việc khai thác kho báu một cách an toàn.

### Bị cướp đoạt
Trong những tuần tiếp theo, Roxas 2 lần đến tòa án Baguio tìm thẩm phán Pio Marcos để báo cáo kết quả đào bới kho vàng, cũng như xin công nhận phần tài sản hợp pháp của ông nhưng không gặp được Pio Marcos. Để có tiền trả lương công nhân, Roxas bán 7 thanh vàng rồi hứa sẽ thưởng thêm cho họ hậu hĩnh khi ông bán xong tượng Phật.
Tháng 3 năm 1971, Roxas tìm được người mua bức tượng. Đó là Kenneth Cheatham, bằng cách khoan một lỗ nhỏ dưới cánh tay trái của bức tượng rồi đưa đi phân tích, Kenneth Cheatham xác nhận nó bằng vàng nguyên chất với tỉ lệ 99,99%. Một người mua khác là Luis Mendoza cũng kiểm tra bằng cách sử dụng axít nitric, nó là vàng nguyên khối, tỉ lệ trên 99%.
Ngày 1 tháng 4 năm 1971, người thứ 3 đến tìm mua tượng Phật tên là Joe Oihara. Oihara xem xét tượng Phật rất kỹ và ngỏ ý rất muốn mua. Rosax nhận thấy Oihara đặc biệt chú ý đến cổ bức tượng. Khi vị khách ra về, Rosax và người em trai Danilo cố xoay thử đầu bức tượng, thậm chí dùng cả đến búa và rìu để xoay. Bất ngờ, bên trong lộ ra một lỗ hổng to, chứa 3 nhúm kim cương. Rosax lấy kim cương và xoay cổ tượng Phật trở lại vị trí cũ.
2 giờ 30 sáng ngày 5 tháng 4 năm 1971, một nhóm người mặc quân phục đến nhà Roxas ở Aurora Hill, thành phố Baguio. Họ giới thiệu họ thuộc Cục Điều tra hình sự quân đội Philippines rồi hỏi về kho vàng của tướng Yamashita. Khi Roxas đưa ra tờ giấy phép do thẩm phán Pio Marcos ký để chứng tỏ việc làm của ông là hợp pháp thì họ tịch thu tờ giấy này. Lúc anh trai của Roxas phản ứng, họ đánh ông ta bất tỉnh bằng báng súng rồi lấy đi bức tượng Phật, tất cả các thùng vàng và thanh kiếm Samurai.
Roxas gửi đơn kiện lên tòa án thành phố Baguio. Ngày 19 tháng 4 năm 1971, Cục Điều tra hình sự quân đội Philippines gửi trả tòa án Baguio bức tượng Phật nhưng theo Roxas, nó không phải là bức tượng mà ông đã tìm thấy mà chỉ được mạ vàng. Hơn nữa, khi so sánh nó với tấm hình chụp thì có nhiều chi tiết trên tượng không trùng khớp.
Ngày 18 tháng 5 năm 1971, Cục Điều tra hình sự quân đội Philippines bắt giam Roxas. Họ tra tấn buộc ông phải khai ra vị trí đường hầm chôn giấu kho báu. Bởi tất cả những công nhân mà Roxas thuê mướn, ngay khi hay tin Roxas bị bắt, họ trốn sang đảo Mindanao, ẩn náu trong Khu tự trị Hồi giáo Mindanao nằm dưới quyền kiểm soát của Mặt trận Giải phóng Hồi giáo Moro nên quân đội không thể nào tìm bắt họ được.
Đến cuối tháng 6 năm 1971, một quan chức vào nhà giam gặp Roxas, tự giới thiệu mình là đại diện cho Tổng thống Ferdinand Marcos đề nghị Roxas chỉ cần ký tên xác nhận bức tượng Phật mà Cục Điều tra hình sự gửi trả chính là bức tượng Roxas đã tìm thấy thì ông sẽ được tha, đồng thời còn được nhận 3 triệu peso (tương đương 470.000USD thời điểm ấy) nhưng Roxas từ chối.
Đêm 3 tháng 10 năm 1971, với kỹ năng của một thợ sửa ống khóa, Roxas mở khóa cửa nhà giam trốn thoát. Ông bị bắt lại vào tháng 5 năm 1972 rồi tiếp tục bị giam và bị tra tấn để hỏi về vị trí kho vàng, cũng như phải xác nhận bức tượng Phật là vàng giả.

### Đòi lại công lý
Tháng 2 năm 1986, Tổng thống Ferdinand Marcos bị lật đổ. Được Hoa Kỳ bảo trợ, Ferdinand Marcos cùng vợ là Imelda Marcos chạy đến quần đảo Hawaii tị nạn. Theo hồ sơ của Hải quan Mỹ, khi nhập cảnh Hawaii, vợ chồng Tổng thống Marcos mang theo 12 va li và 23 thùng gỗ, bên trong có 413 món đồ trang sức, tất cả đều bằng vàng nạm kim cương, 24 thỏi vàng, 27 triệu peso cùng nhiều đồ vật quý giá khác.
Tháng 3 năm 1988, Roxas nộp đơn khởi kiện cựu Tổng thống Marcos lên tòa án bang Hawaii vì đã chiếm đoạt bức tượng Phật bằng vàng cùng 17 thanh vàng thỏi do ông tìm được.
Sau gần 2 năm xác minh, tìm hiểu các chứng cứ - trong đó đáng kể nhất là lời khai của Kenneth Cheatham và Luis Mendoza - hai nhà buôn đã lấy mẫu trong tượng để đo độ tinh khiết của vàng, cùng lời khai của những sĩ quan cận vệ cựu Tổng thống Ferdinand Marcos nhiều lần họ nhìn thấy bức tượng Phật trong tư dinh Marcos, thậm chí một sĩ quan còn cung cấp cho tòa án tấm hình Ferdinand Marcos chụp cạnh bức tượng này. Tiến hành đối chiếu, hội đồng xét xử nhận thấy nó hoàn toàn phù hợp với hình Roxas chụp ngày 24 tháng 1 năm 1971.
Ngày 28 tháng 9 năm 1989, Ferdinand Marcos chết vì suy tim, suy thận. Năm 1990, tòa án Honolulu, bang Hawaii mới chính thức thụ lý vụ kiện. Tháng 9 năm 1993, Roxas qua đời vì bệnh lao - nhưng có thông tin nói rằng ông bị những người vẫn còn trung thành với Ferdinand Marcos ám sát nhằm triệt tiêu vụ kiện. Thông tin ấy xem ra có cơ sở bởi lẽ vài tháng trước khi chết, Roxas làm thủ tục, ủy quyền cho tổ hợp luật The Gold Budha Coporation thay mặt ông, đòi lại công lý.
Đến năm 1996, tòa án Honolulu mới mở phiên xét xử, buộc vợ cựu Tổng thống là Imelda Marcos phải bồi thường cho Roxas 22 tỉ USD.
Ngày 17 tháng 11 năm 1998, tòa tối cao bang Hawaii sửa lại bản án của tòa Honolulu. Lần này, Imelda Marcos phải bồi thường cho Roxas 41 tỉ USD. Do Imelda Marcos kháng án nên ngày 20 tháng 2 năm 2000, tòa tối cao bang Hawaii đã tiến hành một phiên điều trần nhằm xác định lại giá trị của bức tượng Phật và 17 thỏi vàng. Cũng tại phiên điều trần, luật sư Felix Dacanay yêu cầu tòa tối cao ra phán quyết, buộc vợ cựu Tổng thống Ferdinand Marcos phải bồi thường cho Roxas thêm 6 triệu USD vì đã bắt giam, tra tấn trái phép.
Ngày 25 tháng 11 năm 2015, tòa tối cao bang Hawaii chấp thuận yêu cầu của luật sư Felix Dacanay và tổ hợp luật The Gold Budha Coporation. Tài sản của vợ chồng Ferdinand Marcos hiện nay chỉ gồm những bất động sản, nhưng nó đã thuộc quyền quản lý và đứng tên bởi Chính phủ Philippines sau ngày ông ta bị lật đổ nên không thể phát mãi. Tuy rằng Roxas thắng kiện nhưng bà Imelda Marcos, nay đã 89 tuổi, không còn tiền để bồi thường.